# Pokorny
A Pokorny vagy Pokorný (kiejtése: „pokorni”) szláv név (ékezet nélkül lengyel, ékezettel cseh és szlovák), jelentése alázatos.

## Híres Pokorny nevű személyek
Pokorni
- Pokorni Zoltán (1962) politikus
- Pokorni Péter (1989) labdarúgó

Pokorny
- Pokorny Hermann (1882–1960) magyar tábornok, híres kriptográfus
- Franciszek Pokorny lengyel katonatiszt, Pokorny Hermann unokatestvére
- Pokorny József (1882–1955) a Ferencváros első bajnoki gólkirálya, ötszörös magyar válogatott labdarúgó
- Adolf Pokorny (1895–?) osztrák orvos, bőrgyógyász
- Pokorny László (1953) erdélyi magyar gyógyszerész
- Pokorny Lia (1971) színésznő